# Резолюция 51 на Съвета за сигурност на ООН
Резолюция 51 на Съвета за сигурност на ООН е приета с мнозинство на 3 юни 1948 г. по повод индо-пакистанския спор за областта Кашмир. Резолюцията призовава Комисията на ООН за Индия и Пакистан, създадена с Резолюция 39, да пристигне колкото е възможно по-бързо в спорния район, за да изпълни приоритетно задълженията си съгласно Резолюция 47. Резолюцията изисква от комисията да проучи и да представи пред Съвета за сигурност, когато сметне за необходимо, становище относно въпросите, повдигнати в писмото на министъра на външните работи на Пакистан до Съвета за сигурност от 15 януари 1948 г.
Резолюция 51 е приета с мнозинство от 8 гласа, като трима от членовете на Съвета за сигурност гласуват въздържали се – Република Китай, СССР и Украинската ССР.